# Yeongwol-eup
Yeongwol-eup (koreanska: 영월읍) är en köping i Sydkorea. Den är centralort i kommunen Yeongwol-gun i provinsen Gangwon, i den centrala delen av landet, 140 km sydost om huvudstaden Seoul.